# Erzbistum Pelotas
Das Erzbistum Pelotas (lateinisch Archidioecesis Pelotensis, portugiesisch Arquidiocese de Pelotas) ist eine in Brasilien gelegene römisch-katholische Diözese mit Sitz in Pelotas im Bundesstaat Rio Grande do Sul. 

## Geschichte
Das Bistum Pelotas wurde am 10. August 1910 durch Papst Pius X. mit der Apostolischen Konstitution Praedecessorum Nostrorum aus Gebietsabtretungen des Erzbistums Porto Alegre errichtet und diesem als Suffraganbistum unterstellt. Am 25. Juni 1960 gab das Bistum Pelotas Teile seines Territoriums zur Gründung des Bistums Bagé ab. Eine weitere Gebietsabtretung erfolgte am 27. Mai 1971 zur Gründung des Bistums Rio Grande. 
Am 13. April 2011 wurde es durch Papst Benedikt XVI. zum Erzbistum mit Sitz eines Metropoliten erhoben.

## Bischöfe von Pelotas
- Francisco de Campos Barreto, 1911–1920, dann Bischof von Campinas
- Joaquim Ferreira de Melo, 1921–1940
- Antônio Zattera, 1942–1977
- Jayme Henrique Chemello, 1977–2009
- Jacinto Bergmann, seit 2009